# Gabriel Malzaire
Gabriel Malzaire (ur. 4 października 1957 w Mon Repos) – duchowny katolicki z Saint Lucia, biskup diecezjalny Roseau w latach 2002–2022, arcybiskup metropolita Castries od 2022.

## Życiorys
Święcenia kapłańskie otrzymał 28 lipca 1985. Doktoryzował się z teologii systematycznej na Papieskim Uniwersytecie Gregoriańskim. Inkardynowany do archidiecezji Castries, pełnił w niej przede wszystkim funkcje duszpasterskie. Był także wykładowcą seminarium w Port-of-Spain.

### Episkopat
10 lipca 2002 papież Jan Paweł II mianował go biskupem diecezji Roseau obejmującą swoim zasięgiem Dominikę. Sakry biskupiej udzielił mu 4 października 2002 ówczesny arcybiskup Castries – Kelvin Felix.
11 lutego 2022 papież Franciszek przeniósł go na urząd arcybiskupa metropolity Castries na Saint Lucia.